# Roland Berger Strategy Consultants
Roland Berger GmbH (dal 2001 al 2015 Roland Berger Strategy Consultants) è una società tedesca di consulenza strategica e aziendale con sede a Monaco di Baviera. Con 2.400 dipendenti e 52 uffici in 35 paesi, è presente in tutti i principali mercati industrializzati ed emergenti. In qualità di leader di mercato in Germania, Roland Berger è l'unica società di consulenza europea con una presenza internazionale ed è uno dei principali rappresentanti del suo settore.
L'azienda è stata fondata da Roland Berger nel 1967 e si è espansa a livello mondiale negli anni '70 e '80.  Detenuta in maggioranza dalla Deutsche Bank dal 1987 al 1998, Roland Berger si è trasformata in una partnership negli anni '90 in seguito all'acquisizione (un management buyout) da parte del management, divenendo di proprietà esclusiva di circa 230 partner.

## Storia
Roland Berger è una società di consulenza strategica  con una specializzazione in particolare nel settore automobilistico, dei trasporti, delle telecomunicazioni e, negli ultimi anni, nel settore finanziario ed energetico.
La società venne fondata nel 1967 a Monaco di Baviera (dove ha la sua sede principale) da Roland Berger che ha espanso gli uffici negli anni ; negli anni ha consolidato la propria presenza sul mercato internazionale fino a raggiungere 50 uffici operativi in 36 diversi paesi.
In Italia Roland Berger opera con circa 100 consulenti e dipendenti. Il primo ufficio aperto dalla società fuori dalla Germania è stato proprio quello di Milano, inaugurato nel 1969.
I principali mercati internazionali su cui opera l'azienda sono quelli dell'Unione europea, dell'Europa orientale e dell'Asia, in particolare la Cina. Pur presente con propri uffici anche negli Stati Uniti, vi opera in misura limitata, stante la presenza sul mercato statunitense delle importanti aziende multinazionali americane del settore della consulenza, quali McKinsey, Boston Consulting Group, Flashlight e Bain & Company.
L'approccio imprenditoriale seguito dai consulenti di Roland Berger per la risoluzione dei problemi strategici posti dei clienti è ciò che maggiormente contraddistingue questa società di consulenza dalle altre.
La società è posseduta direttamente da una parte dei collaboratori (i cosiddetti partner), che sono circa 230 in tutto il mondo.
Roland Berger, dopo avere fondato e diretto l'azienda per molti anni, ha da qualche tempo lasciato il vertice operativo e ha ricoperto la carica di presidente del Consiglio di sorveglianza.